# 飛田凜香
飛田 凜香（ひだ りんか、2001年1月11日 - ）は、日本の陸上競技選手。専門は長距離走。

## 経歴
滋賀県出身。甲賀市立水口中学校卒業。比叡山高校時代は3年連続で全国高等学校駅伝競走大会に出場した。同チームの1学年下には北川星瑠がいた。
立命館大学進学後も駅伝では常に好成績を修め、同大の上位進出に貢献。大学4年次の大阪国際女子マラソンハーフマラソンの部では1秒差で柳谷日菜（ワコール）を抑えて優勝。1時間10分10秒は関西学生新記録である。
2023年から第一生命グループ女子陸上競技部に所属。

## 主な記録
| 年     | 大会                 | 種目           | 順位              | 備考        |
| ------ | -------------------- | -------------- | ----------------- | ----------- |
| 2016年 | 全国高校駅伝 (女子)  | 1区            | 区間20位          | 比叡山29位  |
| 2017年 | 全国高校駅伝 (女子)  | 5区            | 区間22位          | 比叡山25位  |
| 2018年 | 全国高校駅伝 (女子)  | 1区            | 区間12位          | 比叡山28位  |
| 2019年 | 都道府県対抗女子駅伝 | 1区            | 区間24位          | 滋賀県35位  |
|        | 全日本大学女子駅伝   | 2区            | 区間3位           | 立命館大3位 |
| 2020年 | 全日本大学女子駅伝   | 1区            | 区間賞            | 立命館大4位 |
|        | 富士山女子駅伝       | 2区            | 区間2位           | 立命館大3位 |
| 2021年 | 日本インカレ         | 10000m         | 2位               |             |
|        | 全日本大学女子駅伝   | 3区            | 区間2位           | 立命館大4位 |
|        | 富士山女子駅伝       | 6区            | 区間賞 (区間タイ) | 立命館大4位 |
| 2022年 | 日本インカレ         | 10000m         | 3位               |             |
|        | 全日本大学女子駅伝   | 5区            | 区間2位           | 立命館大2位 |
|        | 富士山女子駅伝       | 5区            | 区間2位           | 立命館大5位 |
| 2023年 | 大阪国際女子マラソン | ハーフマラソン | 優勝              | 関西学生新  |